# Call of Duty: Advanced Warfare
Call of Duty: Advanced Warfare ist ein Ego-Shooter, der vom US-amerikanischen Spielepublisher Activision veröffentlicht wurde. Das Spiel erschien weltweit am 4. November 2014 (für Vorbesteller einen Tag früher) für Xbox One, Xbox 360, PlayStation 3, PlayStation 4 und Windows. Es ist der elfte Teil der Call-of-Duty-Serie und gleichzeitig der erste Serientitel, der vom US-amerikanischen Entwicklerstudio Sledgehammer Games entwickelt wurde. Die Portierung auf Xbox 360 und PlayStation 3 wurde von High Moon Studios vorgenommen.

## Handlung
Im Jahr 2054 ist die größte Militärmacht der Welt kein Land, sondern ein Unternehmen. Jonathan Irons (Kevin Spacey) ist der Führer und Gründer von Atlas, dem größten privaten Militärunternehmen der Welt. Irons beginnt einen groß angelegten Krieg mit den USA, mit der Überzeugung, dass die USA damit gescheitert sind, weltweit Demokratien zu etablieren. Der Spieler schlüpft in die Rolle des Private Jack Mitchell, einem Soldaten der US-Marines. Er übernimmt auch meistens, ähnlich wie in Call of Duty: Black Ops II, die Geschichtserzählung in den gerenderten Zwischensequenzen.
Zu Beginn des Spiels befindet sich Jack Mitchell nach einem kriegerischen Überfall von Nordkorea auf Südkorea mit den US-Marines in Seoul im Kampfeinsatz, an dessen Ende er seinen linken Arm und seinen besten Freund Will Irons verliert. Auf der Beerdigung trifft Mitchell Wills Vater Jonathan Irons, der ihm anbietet, bei Atlas neu anzufangen. Ausgestattet mit einer Armprothese findet er sich bald im Kampf gegen die Terrororganisation KVA wieder. Dieser gelingt es, in mehreren Atomkraftwerken der Erde eine Kernschmelze zu verursachen. Da Atlas den Wiederaufbau fast allein durchgeführt hat, ist es vier Jahre später das größte Unternehmen der Welt. Mitchell und seinen Kollegen gelingt es, den Anführer der KVA, Hades zu töten. Doch nun offenbart sich Irons wahres Gesicht: Er wusste von den Anschlägen und hat sie geschehen lassen, um davon zu profitieren. Mitchell gelingt es, aus dem Hauptquartier von Atlas zu entkommen und sich Sentinel anzuschließen, einer Untergrundorganisation der USA. Es kommt zu einer Reihe schwerer Gefechte mit Atlas, in deren Verlauf die Golden Gate Bridge einstürzt. Auch findet Sentinel heraus, dass Atlas einen Biokampfstoff entwickelt hat. Bei Kämpfen in Neu Bagdad wird ein tödliches Virus freigesetzt, wodurch fast alle Angehörigen der US-Streitkräfte in der Stadt getötet werden. Mitchell, der in seiner Zeit bei Atlas gegen das Virus geimpft wurde, wird gefangen genommen. Er kann jedoch fliehen, nach schweren Kämpfen schließlich den Start einer mit dem Virus bewaffneten Rakete verhindern und Irons besiegen, indem er sich von der Armprothese trennt, woraufhin Irons vom Dach des Atlas-Gebäudes in den Tod stürzt.

## Gameplay
Advanced Warfare wird wie die anderen Call-of-Duty-Titel in der Egoperspektive dargestellt. Das Spiel bietet mehrere Änderungen: Im Gegensatz zu vielen anderen Ego-Shootern hat Advanced Warfare kein herkömmliches Head-up-Display (HUD). Stattdessen werden alle Informationen an den Spieler über holografische Projektionen, die auf der Waffe selbst angezeigt werden, weitergeleitet. Nach jeder Mission bekommt der Spieler eine bestimmte Anzahl an Verbesserungspunkten, die verwendet werden können, um den Exo-Anzug oder die Waffen zu verbessern. Die Anzahl der Punkte ist abhängig von der Leistung des Spielers in den Missionen. Der Spieler kann noch weitere Verbesserungspunkte verdienen, indem er optionale Aufgaben erledigt. Eine davon ist es, die Geheimdaten zu finden, die in den Missionen versteckt sind.

### Multiplayer
Abgesehen von der neuen Bewegungsart des Exoskeletts hat Advanced Warfare gewisse Ähnlichkeiten zu früheren Call-of-Duty-Titeln. Das „Nimm-10“-System aus Black Ops 2 kehrt als „Nimm 13“ zurück, womit der Spieler 13 beliebige Objekte in einer Klasse ausrüsten kann. Dazu zählen Waffen, Aufsätze, Extras, Exo-Fähigkeiten, Granaten und Punkteserien. Des Weiteren sind Punkteserien mit verschiedenen Modulen erweiterbar, was jedoch mehr Punkte zum Erreichen der Punkteserie erfordert.
Jede Basiswaffe enthält unterschiedliche Varianten mit verschiedenen Statistiken und Tarnungen; somit hat Advanced Warfare knapp 350 Waffenvarianten.
Vorratslieferungen (Supply Drops) ermöglichen es dem Spieler, verschiedene Gegenstände zu verdienen. Der Inhalt der Vorratslieferungen ist zufällig und reicht von Waffenvarianten bis hin zu Erweiterungen für sein Aussehen und Bonus-Erfahrungspunkten. Vorratslieferungen erhält man zufällig, während man spielt oder wenn man die täglichen Herausforderungen erledigt. Zusätzlich gibt es noch die verbesserten Vorratslieferungen, die man entweder durch In-App-Käufe erhalten kann oder bei Erreichen von Level 20, 30 und 40 sowie, wenn man das nächste Prestige-Level erreicht bekommt. Diese beinhalten im Gegensatz zu den normalen Vorratslieferungen bessere Chancen, seltenere Waffen und Anpassungen zu erhalten. Außerdem beanspruchen die Waffen, die man durch die verbesserten Vorratslieferungen bekommen hat, keinen Platz in der Waffenkammer.

### Exo-Überlebenskampf
Exo-Überlebenskampf ermöglicht es, mit bis zu drei weiteren Spielern rundenbasiert gegen KI-gesteuerte Gegner anzutreten. Die Spieler können zwischen drei Exo-Typen mit verschiedenen Waffen und Fähigkeiten wählen. Waffen und Punkteserien können mit Verbesserungspunkten, die man nach jeder Runde erhält, verbessert werden. Nach einer bestimmen Anzahl von Runden werden den Spielern Aufgaben gegeben, die sie erledigen müssen, beispielsweise eine Position zu verteidigen oder Geheimdaten von gefallenen Gegnern aufzusammeln. Werden die Aufgaben erfolgreich erfüllt, erhalten die Spieler Verbesserungspunkte; anderenfalls erhalten die Spieler eine Strafe, bei der etwa der Exo-Anzug für eine bestimmte Zeit deaktiviert wird. Exo-Überlebenskampf wird auf 13 verschiedenen Multiplayer-Karten aufgeteilt in vier verschiedene Stufen, gespielt. Jede Stufe kann freigeschaltet werden, indem man eine bestimmte Anzahl an Runden in der vorherigen Stufe überlebt.

### Exo-Zombies
Exo-Zombies wurden erstmals am Ende der Exo-Überlebens-Karte „Riot“ als Easter Egg angeteasert und wurden offiziell mit dem herunterladbaren Inhalt (DLC) „Havoc“ angekündigt. Hierbei kann man mit bis zu drei weiteren Spielern gegen Zombies, ausgestattet mit Exo-Anzügen, kämpfen. Der Spielmodus beinhaltet vier neue Figuren: Oz, Lilith, Decker und Kahn. Diese werden von den Schauspielern Bill Paxton, Rose McGowan, Jon Bernthal und John Malkovich verkörpert.
Exo-Zombies spielt sich ähnlich wie Treyarchs seit Call of Duty: World at War entwickelter Zombie-Modus; man kann mit bis zu drei weiteren Spielern gegen endlose Wellen von Zombies kämpfen. Die Spieler bekommen Punkte (Credits), indem sie Zombies anschießen oder töten. Mit den Punkten kann man entweder Fallen aktivieren oder Waffen und Verbesserungen kaufen, um seine Überlebenschancen zu steigern. Infizierte Spieler müssen sich in der Dekontaminationszone desinfizieren, ansonsten verwandeln sich diese ebenfalls in Zombies. Die erste Exo-Zombies-Karte „Outbreak“ wurde am 27. Januar 2015 auf Xbox Live, am 26. Februar 2015 im PlayStation Network und am 3. März 2015 über Steam als Teil des Havoc DLC Map-Pack veröffentlicht. Die zweite Karte, „Infection“ wurde am 31. März 2015 auf Xbox Live und am 30. April 2015 im PlayStation Network und Steam als Teil des Ascendance DLC Pack veröffentlicht. Die dritte Karte, „Carrier“, wurde am 2. Juni auf Xbox Live und am 2. Juli im PlayStation Network als Teil des Supremacy DLC Pack veröffentlicht.

## Entwicklung
Laut einem Interview aus der Juniausgabe 2014 vom Game Informer mit Michael Condrey wurde Call of Duty: Advanced Warfare auf einer neuen Engine aufgebaut.

## Vorbestellerbonus
Der „Advanced Arsenal“ betitelte Vorbestellerbonus beinhaltete ein spezielles Exo-Skelett sowie die Energiewaffe EM1 Quantum. Später wurde der Vorbestellerbonus zur Day Zero Edition. Diese gab Käufern neben dem normalen Vorbestellerbonus einen ein Tag früheren Zugang zum Spiel, doppelte Erfahrungspunkte am 3. November 2014 und die Waffen AK-12G und die Armbrust-B2.

## Rezeption
Trotz Verpflichtung von Kevin Spacey, werde die Erwartungen an die Hintergrundgeschichte nicht erfüllt auch wenn sie eine Steigerung zum Vorgänger darstelle. Sie besäße einen roten Faden und sei mit aufwändigen Zwischensequenzen inszeniert. Das Gameplay sei durch die vielen Fahrzeuge abwechslungsreich. Es bleibe eine kurze, actionreiche Kampagne mit zahlreichen Skriptsequenzen, die Spieler nicht weiter intellektuell fordere. Die Kampagne sei streckenweise plump, besäße jedoch kritische Untertöne, die das Spiel erwachsener machen. Die gesteigerte Beweglichkeit der Spielfiguren durch Exo-Anzüge sei eine sinnvolle Neuerung, die auch den Mehrspielermodus aufwerte. Der Spannungsbogen innerhalb der Kampagne baue schnell ab und das Ende wirke platt. Technisch wirke das Spiel leicht veraltet. Das Spiel sei ein solider Teil der Serie ohne das Konzept groß zu verändern. Neues Equipment erhalte der Spieler oft an Zeitpunkten wo diese gar nicht sinnvoll einsetzbar seien. Das Upgrade-System sei nicht ernsthaft zu gebrauchen. Im Mehrspielermodus schließe das Spiel mit Titanfall oder Destiny auf. Es spiele sich schnell, elegant und abwechslungsreich. Die Karten seien klein, übersichtlich und harmonieren gut mit den neuen Spielmodi. Das Zukunftsszenario bleibe hinter seinen Möglichkeiten zurück. Man setze weiter auf die bewährte Formel der Serie. Im Mehrspielermodus treten verstärkt Lags auf und Cheats verderben den Spaß. Trotz längerer Entwicklungszeit sei der Marktführer schwächer als der Vorgänger Ghosts. Wer leichte Unterhaltung suche, werde serientypisch fündig. Der Verzicht auf dedizierte Server sorge für schwer erträgliches Netzwerkspiel im Peer-to-Peer-Modus.
Der Shooter bleibe bieder und belanglos. Die Computergegner verhalten sich wenig intelligent. Der Bösewicht bleibe eindimensional. Der Mehrspielermodus ermögliche durch die Sprungmechanik mehr Vertikalität. Leider wurde ein LAN-Modus entfernt.